# RH+
RH+ – polski zespół muzyczny grający muzykę rockową i ska, który powstał w 1996 z inicjatywy Dariusza Marcinkowskiego i Macieja Krzewskiego.

## O zespole
Początkowo zespół tworzył muzykę punkrockową z dynamiczną linią wokalną, jednak pod wpływem nowych inspiracji grupa zaczęła tworzyć muzykę w stylu rock i ska. W 1997 roku zespół odnotował swój pierwszy sukces, zdobywając pierwszą nagrodę Wojewódzkiego Przeglądu Młodych Zespołów Artystycznych we Wrocławiu. Zespół ponadto występował na wspólnej scenie z takimi wykonawcami jak: Kult, Krzysztof Krawczyk, Zbigniew Wodecki, Kayah, Hey, Dezerter, IRA, Myslovitz, czy Szymon Wydra.
Zespół zdobył I miejsce na SLOT Art Festiwal 2006 oraz I miejsce w X Finale Jeleniogórskiej Ligi Rocka w 2005 roku. W tym samym roku formacja znalazła się w gronie finalistów festiwalu rockowego w Węgorzewie "Union of Rock". Rok 2007 rozpoczął się dla RH+ trasą koncertową po klubach, a następnie serią występów na imprezach plenerowych w całej Polsce.
Z początkiem 2008 zespołem zainteresowała się wytwórnia My Music, z którą zespół podpisał kontrakt na płytę. Promocyjny singiel "Po prostu miłość", do którego teledysk zrealizował Dariusz Szermanowicz został pobrany 300 000 razy z portalu mp3.wp.pl. 8 sierpnia 2008 zespół wystąpił podczas Sopot Hit Festiwal w kategorii "Polski Hit Lata 2008".
Na początku 2010  z zespołu odszedł drugi wokalista – Paweł Motyl. Jego miejsce zastąpił Kamil "Franiu" Franczak, znany z występów w takich programach telewizyjnych, jak m.in.: Tak to leciało!, Idol, czy Śpiewaj i walcz wraz z zespołem Zero Procent. W listopadzie tego samego roku Kamil opuścił RH+, by w pełni poświęcić się swojej macierzystej formacji. Obecnie do formacji RH+ dołączył Rafał Szatan.

## Skład
- Paweł Motyl – śpiew
- Tomasz Klimowicz – gitara basowa
- Maciej Krzewski – gitara
- Jakub Kalik - gitara
- Maciej Kozubal – trąbka, instrumenty klawiszowe
- Marek Wieczorkiewicz – instrumenty perkusyjne

### Byli członkowie
- Dariusz Marcinkowski – śpiew (1996–2000), autor tekstów (1996–2010)
- Kamil Franczak – śpiew (marzec–listopad 2010)
- Rafał Szatan – śpiew (2010–2015)
- Paweł Zybowski - perkusja (do 2016)
- Łukasz Góźdź – gitara (do 2018)

## Dyskografia

### Albumy studyjne
- Habala (2006)
- Start (2008)
- Po Prostu 3 (2012)